# Traugott Herr
Pour les articles homonymes, voir Herr.
Traugott Herr (16 septembre 1890 à Weferlingen – 13 avril 1976 à Achterwehr) est un General der Panzertruppen allemand qui a servi au sein de la Wehrmacht pendant la Seconde Guerre mondiale.
Il a été récipiendaire de la croix de chevalier de la croix de fer. Cette décoration est attribuée pour récompenser un acte d'une extrême bravoure sur le champ de bataille ou un commandement militaire accompli avec succès.

## Biographie
Herr s'engage le 18 avril 1911 comme élève-officier dans le 35e régiment de fusiliers à Brandebourg-sur-la-Havel.
Lors de l'offensive de printemps 1945 en Italie, il est capturé par les Britanniques le 2 mai 1945, et est prisonnier de guerre jusqu'à son rapatriement en 1948.

## Décorations
- Insigne des blessés en Noir
- Croix de fer (1914)
  - 2e classe (14 septembre 1914)
  - 1re classe (21 octobre 1915)
- Ordre de Hohenzollern avec Glaives
- Croix du Mérite militaire de Bavière (3e Classe)
- Insigne de combat des blindés en Argent
- Agrafe de la croix de fer (1939)
  - 2e classe (24 septembre 1939)
  - 1re classe (12 mai 1940)
- Croix de chevalier de la croix de fer avec feuilles de chêne et glaives
  - Croix de chevalier le 2 octobre 1941 en tant que Oberst et commandant de la 13. Schützen-Brigade
  - 110e feuilles de chêne le 9 août 1942 en tant que Generalmajor et commandant de la 13. Panzer-Division
  - 117e glaives le 18 décembre 1944 en tant que General der Panzertruppe et commandant général du XXVI.Panzerkorps
- Mentionné 2 fois dans la revue Wehrmachtbericht le 24 juin 1944 et 22 septembre 1944